# Antillophos elegans
Antillophos elegans is een soort in de klasse van de Gastropoda (Slakken).
Het dier komt uit het geslacht Antillophos en behoort tot de familie Buccinidae. Antillophos elegans werd in 1866 beschreven door Guppy.